# Psefologie
Psefologie (z řeckého ψῆφος - psephos - oblázek, který Athéňané vhazovali při volbách do urny), je sociologická vědní disciplína, zabývající se voliči, volebními postoji a studiem procesů spojených s volbami. Termín byl zaveden Ronaldem B. McCallumem v roce 1951 ve Velké Británii.
Název psefologie byl nejvíce rozšířen právě ve Velké Británii, v ostatních zemích se často používal název volební sociologie nebo vhodněji sociologie voleb (electoral sociology, sociologie électorale, Wahlsoziologie).
V současnosti už je tento termín spíše zastaralý, a pro popsání psefologie většině sociálních vědců stačí tzv. volební studie.

## Vývoj psefologie
Relativně systematické studium voleb sociologického charakteru bylo započato v druhé dekádě 20. století. Do té doby byly volby šetřeny čistě statisticky. Psefologie je pokusem o aplikaci statistické analýzy a techniky ke zjišťování volebního mínění. Je úzce spojena se sociologií politiky, neboť volby jsou nedílnou součástí politiky a nelze je studovat izolovaně od celého politického dění v příslušném sociálním celku. Proto bývá psefologie považována za odvětví sociologie politiky.

## Předmět výzkumu
Psefologie se podrobně zabývá zjišťováním politických postojů voličů, respektive jejich politicko-stranických a programových preferencí, dále pak předpovědí volebních výsledků, po volbách pak jejich analýzou a vysvětleními, včetně faktorů, které k těmto výsledkům vedly. V neposlední řadě se zaměřuje na geografické rozložení jednak preferencí, jednak výsledků voleb, korelacemi úměrnosti mezi geografickým rozdělením podílu hlasů různých stran (kandidátů, seskupení, koalic a podobně), a to jak v současných, tak v minulých volbách, a také celkovými výsledky voleb.

## Přístupy
Ve studiu voleb lze, s určitou licencí, odlišit tři přístupy a postupy, které lze nazvat podle zemí, v nichž byly praktikovány, za národní.

### I. přístup
Jeden z prvních průzkumů provedl provedl ve Francii v roce 1913 sociolog, historik a geograf André Siegfried. Ten založil tzv. volební geografii (později přejmenovanou na volební sociologii) tak, že koreloval demografická data, kterými byly například sociální struktury jednotlivých vrstev, s volebním chováním. Tyto korelace pak demonstroval na mapě.
Podle jeho modelu pak zkoumal německo-americký sociolog Rudolf Heberle obrat šlesvicko-holštýnských zemědělců od liberalismu k nacismu. Jeho výzkum trval ve čtyřicátých letech 20. století jen do roku 1934, publikován však byl až v roce 1963.

### II. přístup
Druhým, již výrazněji sociologickým přístupem, byl přístup spojený s působením rakousko-amerického sociologa Paula F. Lazarsfelda v USA. Ten spolu se svými kolegy Bernardem Berelsonem a Williamem McPheem v roce 1954 využil na tehdejší dobu moderní sociologické metody pro zjišťování postojů, preferencí a charakteristik voličů jednotlivých politických stran. Pomocí čtyřkolového panelového výzkumu analyzovali prezidentskou volební kampaň roku 1948 v městě Elmira (stát New York). Vedle panelových diskuzí provedli analýzy obsahu tamního tisku, projevy kandidátů, a pozorovali činnosti tamních stranických organizací. Své poznatky shrnuli v knize Voting : a study of opinion formation in a presidential campaign a vytvořili tak jednu z prvních hloubkových studií v oblasti voleb, ačkoliv ji původně zamýšleli pouze jako studii průzkumnou.

### III. přístup
Třetí přístup vznikl ve Velké Británii a je spojen s Nuffield College series of election history z Oxfordu. Jeho původcem je právě autor termínu, Ronald B. McCallum, který byl také spoluautorem Nuffieldské studie pro rok 1951.

## Současnost
Vysoce pokročilé kvalitní volební studie jsou v dnešní době založené na velkých národních průzkumech. Nejlepší z nich jsou založeny na tzv. panelových výzkumech. Výzkumníci provádí s lidmi rozhovory v několika časových intervalech, například několik měsíců před volbami, v předvečer voleb, a po volbách. Někdy mohou být rozhovory i čtyři a více. Takovéto sledování voličů je nejefektivnější, jelikož lze podrobně zkoumat změny v postojích voličů v propojení se změnami a událostmi v politickém prostředí.

## Představitelé
Mezi významné současní představitelé psefologie patří:
- David Butler
- Antony Greene
- Anthony Stephen King
- Allan Lichtman
- Malcolm Mackerass
- Robert McKenzie
- Samuel Popkin
- Ken Ritchie
- Prannoy Roy
- Michael Steed